# 愛沢蓮
愛沢 蓮（あいざわ れん、1986年5月12日 - ）は、日本のAV女優。

## 人物・プロフィール
- 身長：165cm
- スリーサイズ：B 86cm W 55cm H 84cm。
- 血液型：O型
- 趣味：犬の散歩
- 特技：水泳

## 略歴
福岡県出身。2008年10月にHONEY◆TRAPでマックス・エーより AVデビュー。

## 作品

### アダルトビデオ
2008年
- HONEY◆TRAP（10月10日、マックス・エー）
- MAX GIRLS 10（10月10日、マックス・エー）
- 美ッ痴（11月14日、マックス・エー）
- MAX GIRLS 11（11月14日、マックス・エー）
- 連続絶頂イカせFUCK（12月12日、マックス・エー）
- MAX GIRLS 12（12月12日、マックス・エー）

2009年
- エロトマニア（1月9日、マックス・エー）
- MAX GIRLS 13（1月9日、マックス・エー）
- OLのいけない昼休み（5月7日、BeFree）
- SAFARI 012（5月18日、S級素人）
- E-BODY 愛沢蓮（6月13日、E-BODY）
- VIP STAR STAGE 10（7月10日、クリスタル映像）
- 聴覚アクメ（7月22日、プレステージ）
- こんなに暑いとピチT、HOTパンツの若い女からはムレたイヤらしい匂いがします。（9月17日、グローリークエスト）
- おしゃぶりVENUS （10月19日、エムズビデオグループ）

2010年
- NAMANAKA GALS 04（9月24日、ピエロ）
- ノンストップ生中出しセックス!!（10月19日、エムズビデオグループ）
- 勃起力（極太チ○ポ）だけが自慢のニートの僕が、イケメン目当てに集まったギャルと合コンして1番モテた!!!（12月7日、GARCON）

2011年
- 浣腸解禁（3月25日、ダスッ!）